# Памятник Адаму Мицкевичу (Париж)
Памятник Адаму Мицкевичу в Париже — памятник выдающемуся польскому поэту, созданный французским скульптором Антуаном Бурделем.
Макет был создан ещё в 1909 году, сам же памятник был закончен только в 1928 году. Открытие состоялось 28 апреля 1929 года на площади Альма в Париже, всего за несколько месяцев до смерти скульптора. Впоследствии памятник был перенесён на Cours Albert-I (VIII округ), в западную его часть на набережную Сены (это место с марта 2009 года называется «Сад Ереван»). Памятник был подарком от Польши Франции.
Шесть барельефов украшают основание колонны: Конрад Валленрод, Альдона, Хальбан (поэма Адама Мицкевича «Конрад фон Валленрод»), заключённые, Марыля (поэма «Дзяды») и аллегория «Раздел Речи Посполитой» (Речь Посполитая показана в образе трёх девушек: трёх частей, на которые она была разделена Россией, Австрией и Пруссией). В верхней части колонны находится барельеф, посвящённый эпической поэме «Гражина». Колонна увенчана статуей Адама Мицкевича.

## Галерея

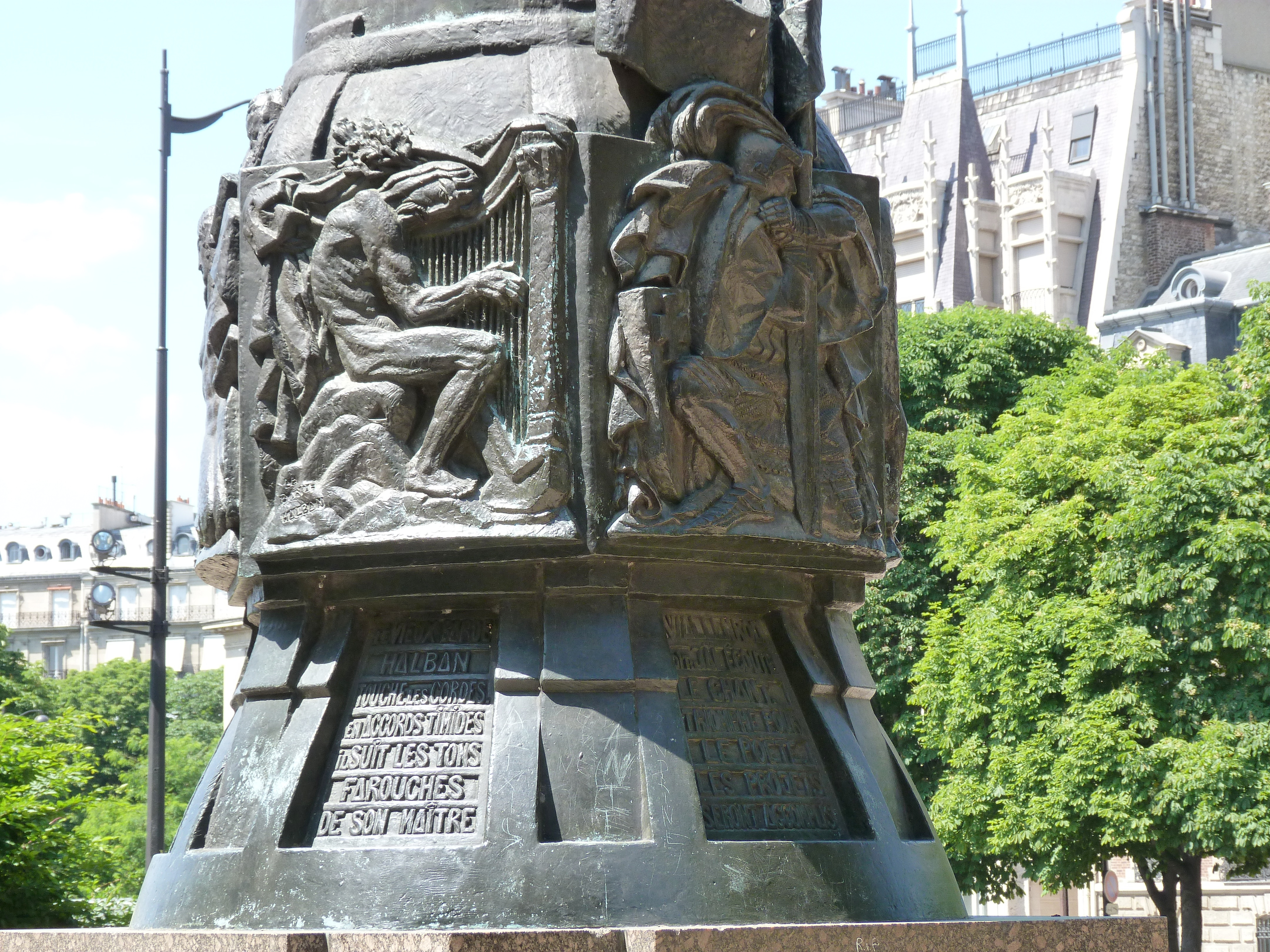
Слева — Хальбан, справа — Конрад Валленрод (фрагмент памятника Адаму Мицкевичу в Париже)
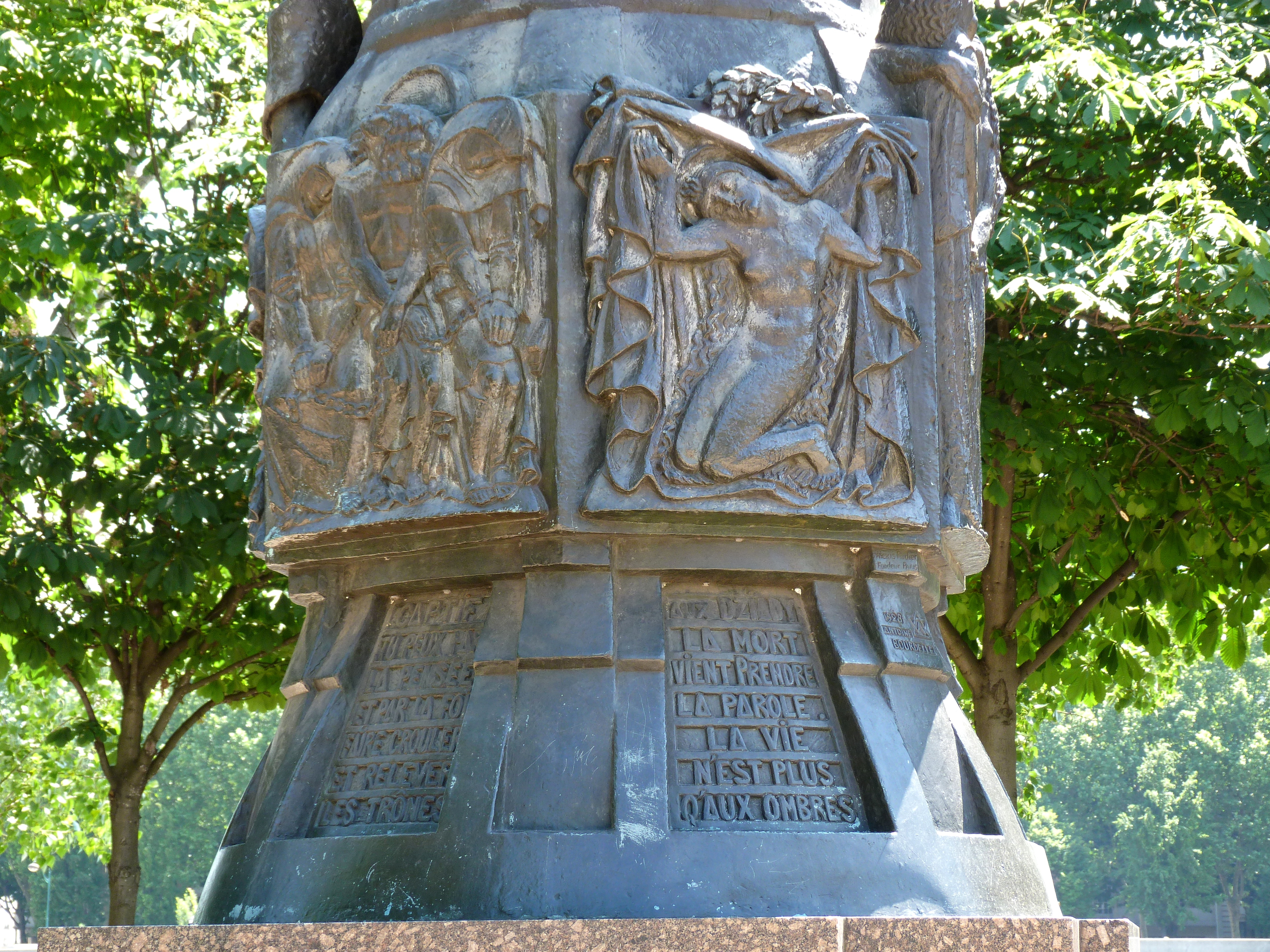
Слева — заключённые, справа — Марыля (фрагмент памятника Адаму Мицкевичу в Париже)
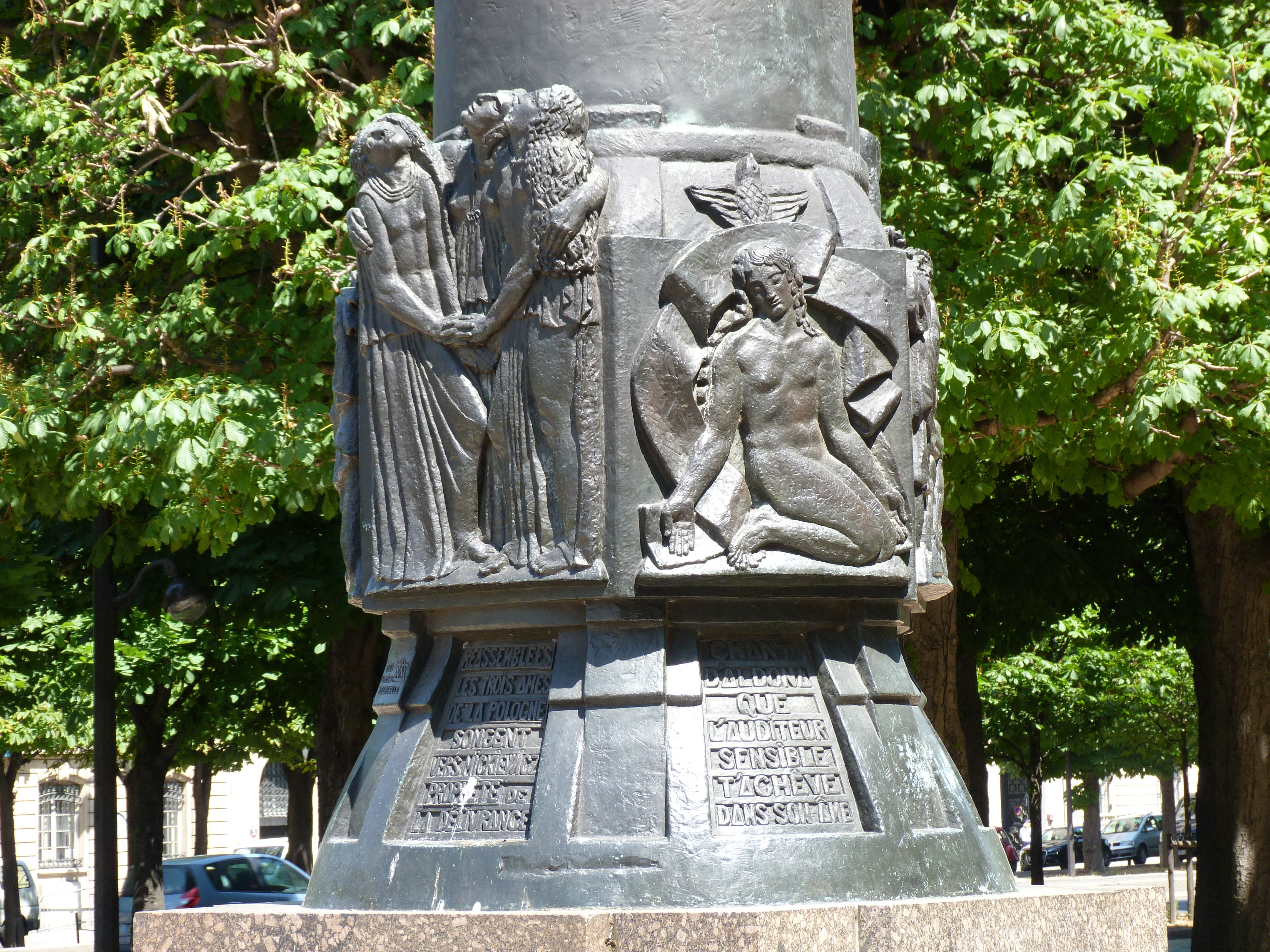
Слева — аллегория «Раздел Речи Посполитой», справа — Альдона (фрагмент памятника Адаму Мицкевичу в Париже)
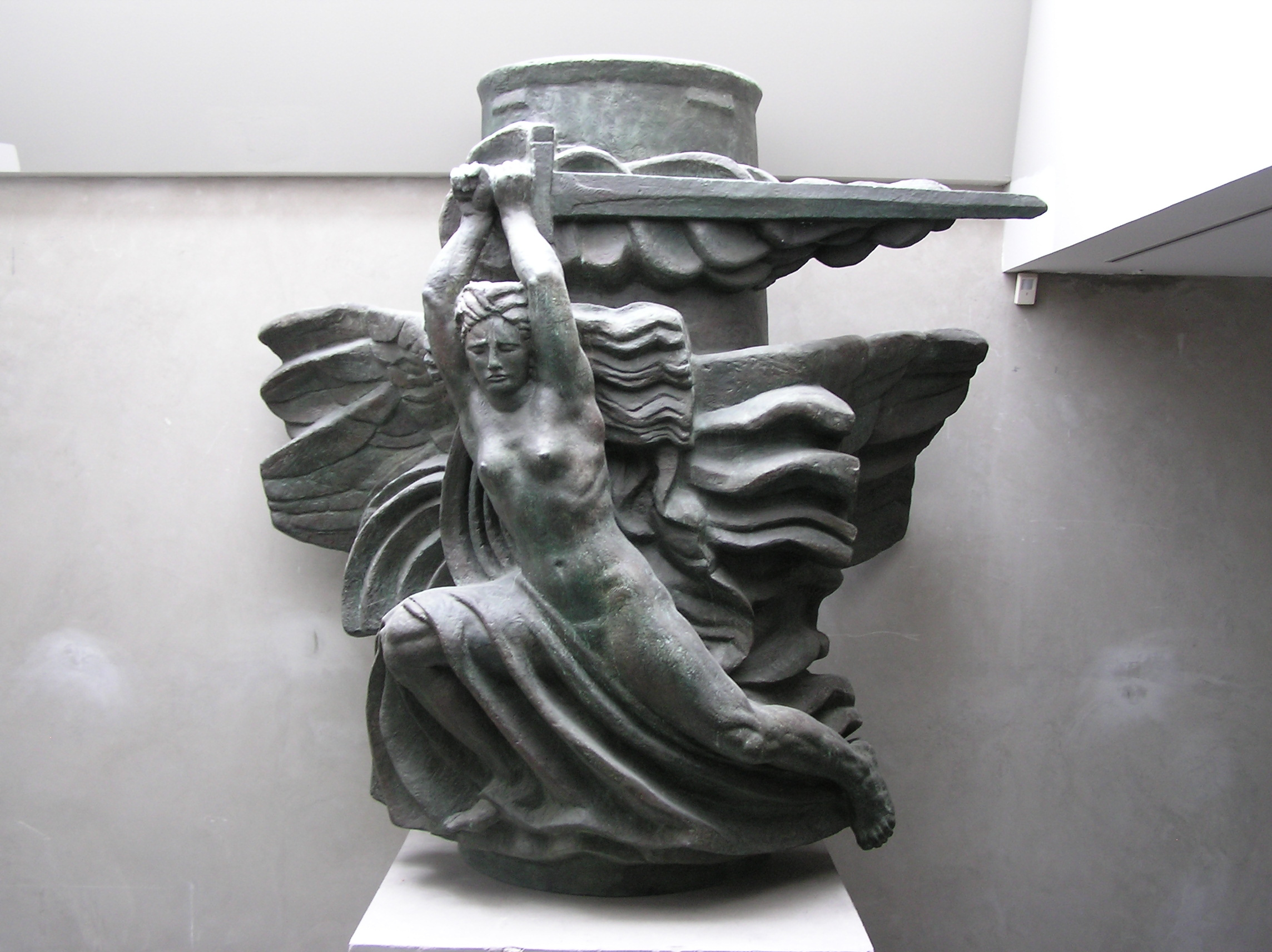
Гражина (фрагмент памятника Адаму Мицкевичу. Музей Бурделя в Париже)